# Kreis 2 (Stadt Zürich)

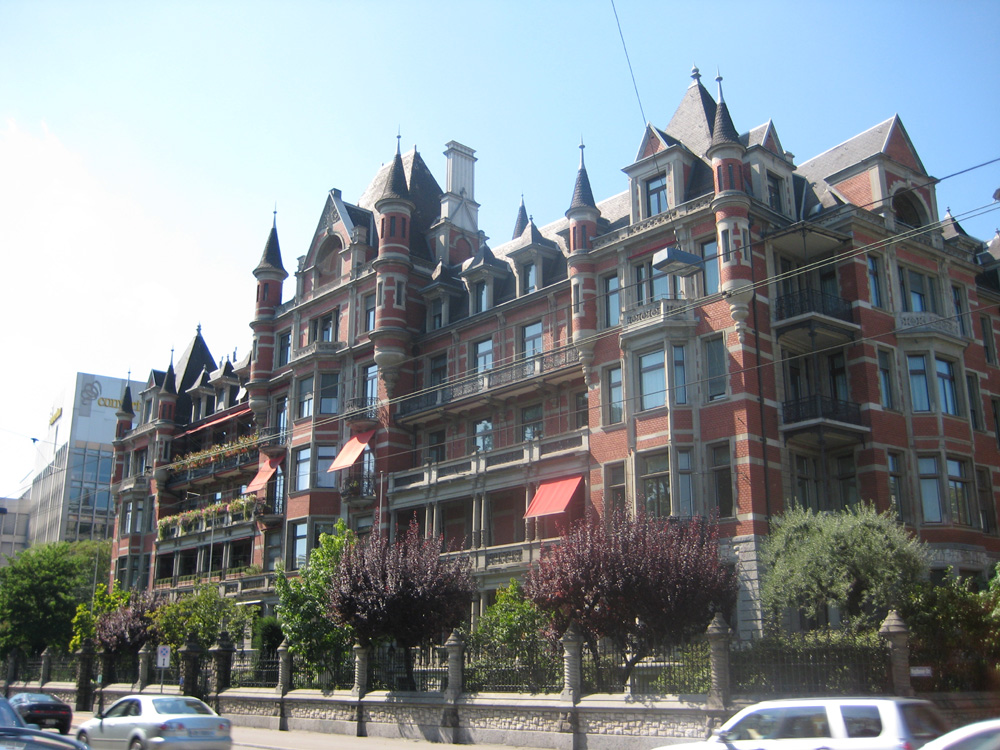
Rotes Schloss im Quartier Enge

Der Kreis 2 ist ein  Stadtkreis der Stadt Zürich und liegt am linken Zürichseeufer.  Er umfasst die 1893 in die Stadt eingemeindeten Quartiere Enge (mit Leimbach) und Wollishofen.

## Geschichte
Der Kreis 2 ist im Rahmen der ersten Eingemeindung von 1893 als Stadtkreis II entstanden. Er umfasst seit seiner Entstehung unverändert die ehemals selbständigen Gemeinden Enge und Wollishofen. Neu geschaffen wurde dabei das Quartier Leimbach, welches die ehemals zur Gemeinde Enge gehörenden Weiler Unterleimbach und Mittelleimbach umfasst. Der ehemals zur Gemeinde Wollishofen gehörende Weiler Oberleimbach wurde dagegen nicht eingemeindet, sondern an die Gemeinde Adliswil abgetreten, zu welcher er heute noch gehört.
Seit der Revision der Stadtkreise von 1913, die in diesem Fall weder Gebietsveränderungen noch echte Umnummerierungen zur Folge hatte, werden für die Nummerierung arabische Ziffern verwendet, wodurch seither Kreis 2 geschrieben wird.

## Bevölkerungsentwicklung des Stadtkreises
Quelle:Statistik & Daten: Kreis 2